# エヌケイエス
エヌケイエス株式会社（えぬけいえす）は、各種測定器の校正や医療・製薬・食品関連のバリデーション支援等を提供する日本の技術サービス会社である。

## 概要
もともとは愛知県名古屋市に本拠を置く会社であるが、2018年に横河電機の完全子会社になり、神奈川県相模原市に本社を移転している。かつての社名は名古屋計器整備株式会社（Nagoya Keiki Seibi）であった。
横河電機グループに入ったのは2018年であるが、1970年代に横河電機の母体の一社である北辰電機製作所の代理店であった時期があり、約45年ぶりに関係が復活している。
横河電機は、ライフイノベーション事業の強化・拡大を経営方針に掲げており、医療・食品分野のソリューション強化を目的に同社を買収した。

## 沿革
- 1965年（昭和40年）5月 - 名古屋計器整備株式会社を設立。
- 1969年（昭和44年）3月 - 現在の横河電機の前身の一社である北辰電機製作所と代理店契約を締結。
- 1975年（昭和50年）2月 - 北辰電機製作所との代理店契約を解除。
- 1985年（昭和60年）6月 - エヌケイエス株式会社に社名変更。
- 1996年（平成8年）5月 - 校正業務では日本初となるISO9002認証を取得。
- 1999年（平成11年）10月 - バリデーション事業部を開設。
- 2002年（平成14年）5月 - ISO9001認証取得。バリデーション業務の認証範囲拡大（日本初）。メンテナンス業務から撤退。
- 2018年（平成30年）12月 - 横河電機グループに加入。
- 2019年（令和元年）8月 - 当社JCSS校正室にてJCSS登録事業者認定。
- 2021年（令和3年）4月 - 甲府校正センターを横河マニュファクチャリング甲府事業所内に開所。